# Трёхозёрский сельсовет (Курганская область)
Трёхозёрский сельсове́т — упразднённые административно-территориальная единица и муниципальное образование со статусом сельского поселения в составе Целинного района Курганской области.
Административный центр — село Трёхозёрки.
Законом Курганской области от 29.06.2021 № 73 к 9 июля 2021 года сельсовет упразднён в связи с преобразованием муниципального района в муниципальный округ.

## История
В соответствии с Законом Курганской области от 6 июля 2004 года № 419 сельсовет наделён статусом сельского поселения.

## Население
| 1989 | 2002 | 2004 | 2010 | 2012 | 2013 | 2014 |
| ---- | ---- | ---- | ---- | ---- | ---- | ---- |
| 473  | ↘316 | ↗345 | ↘187 | ↘175 | ↘158 | ↘142 |
| 2015 | 2016 | 2017 | 2018 | 2019 | 2020 |      |
| ↗149 | ↘138 | ↘134 | ↘120 | ↘110 | ↘104 |      |

## Состав сельского поселения
| № | Населённый пункт | Тип населённого пункта       | Население |
| - | ---------------- | ---------------------------- | --------- |
| 1 | Бердюгино        | деревня                      | ↘27       |
| 2 | Трёхозёрки       | село, административный центр | ↘160      |